# Ushuaia
Ushuaia [uˈswaʝa] ist die südlichste Stadt Argentiniens und liegt am Beagle-Kanal. Das Wort „Ushuaia“ kommt aus der Sprache der Ureinwohner Yámana und bedeutet „Bucht, die nach Osten blickt“.
Ushuaia konkurriert mit dem zu Chile gehörenden Puerto Williams auf der Insel Navarino um den Titel, südlichste Stadt der Welt zu sein. Der Ort Puerto Williams liegt zwar südlicher, ist aber nach chilenischem Recht keine Stadt (ciudad), sondern ein Dorf (pueblo).

## Geographie
Die Stadt liegt an der Südseite der Großen Feuerland-Insel (Isla Grande de Tierra del Fuego) am Beagle-Kanal. Ushuaia ist die Hauptstadt der argentinischen Provinz Tierra del Fuego (deutsch: „Feuerland“). Zum Verwaltungsgebiet Ushuaia gehört auch die östlich von Feuerland gelegene, 534 km² große Insel Isla de los Estados.

### Klima
Das Klima ist maritim ausgeglichen und über das ganze Jahr relativ kalt und feucht. Das Wetter kann aber im Tagesverlauf sehr unbeständig sein. Häufig liegt ein Tief südlich der Südspitze von Südamerika. Dieses Tief hat für Feuerland westlichen Wind zur Folge, der in den unteren Luftschichten durch die Berge jedoch stark abgelenkt und abgeschwächt wird.
Im Winter liegen die Temperaturen zwischen −6 und 8 °C,
im Sommer dagegen zwischen 5 und 20 °C. Die Extremwerte liegen bei 29,5 °C im Januar und −21,0 °C im Juli.
|                       | Jan  | Feb  | Mär  | Apr | Mai | Jun  | Jul  | Aug  | Sep | Okt  | Nov  | Dez  |   |      |
| Mittl. Tagesmax. (°C) | 13,9 | 13,7 | 12,2 | 9,6 | 6,5 | 4,6  | 4,2  | 5,6  | 8,2 | 10,5 | 12,1 | 13,4 | ⌀ | 9,5  |
| Mittl. Tagesmin. (°C) | 5,4  | 5,3  | 3,9  | 2,3 | 0,1 | −1,4 | −1,7 | −1,0 | 0,5 | 2,3  | 3,6  | 4,9  | ⌀ | 2    |
|                       |      |      |      |     |     |      |      |      |     |      |      |      |   |      |
| Niederschlag (mm)     | 39   | 45   | 52   | 56  | 53  | 48   | 36   | 45   | 42  | 35   | 35   | 43   | Σ | 529  |
|                       |      |      |      |     |     |      |      |      |     |      |      |      |   |      |
| Sonnenstunden (h/d)   | 5,5  | 4,6  | 4,0  | 2,5 | 2,0 | 1,1  | 2,0  | 2,7  | 3,9 | 5,0  | 5,5  | 5,8  | ⌀ | 3,7  |
|                       |      |      |      |     |     |      |      |      |     |      |      |      |   |      |
| Regentage (d)         | 10   | 9    | 9    | 10  | 8   | 10   | 8    | 8    | 7   | 9    | 8    | 9    | Σ | 105  |
|                       |      |      |      |     |     |      |      |      |     |      |      |      |   |      |
| Wassertemperatur (°C) | 7    | 7    | 6    | 6   | 5   | 5    | 4    | 4    | 4   | 5    | 5    | 6    | ⌀ | 5,3  |
|                       |      |      |      |     |     |      |      |      |     |      |      |      |   |      |
| Luftfeuchtigkeit (%)  | 71   | 70   | 73   | 75  | 78  | 80   | 79   | 77   | 73  | 66   | 68   | 70   | ⌀ | 73,4 |

| 5,4 |

| 5,3 |

| 3,9 |

| 2,3 |

| 0,1 |

| −1,4 |

| −1,7 |

| −1,0 |

| 0,5 |

| 2,3 |

| 3,6 |

| 4,9 |

| 5,4 |

| 5,3 |

| 3,9 |

| 2,3 |

| 0,1 |

| −1,4 |

| −1,7 |

| −1,0 |

| 0,5 |

| 2,3 |

| 3,6 |

| 4,9 |

## Geschichte

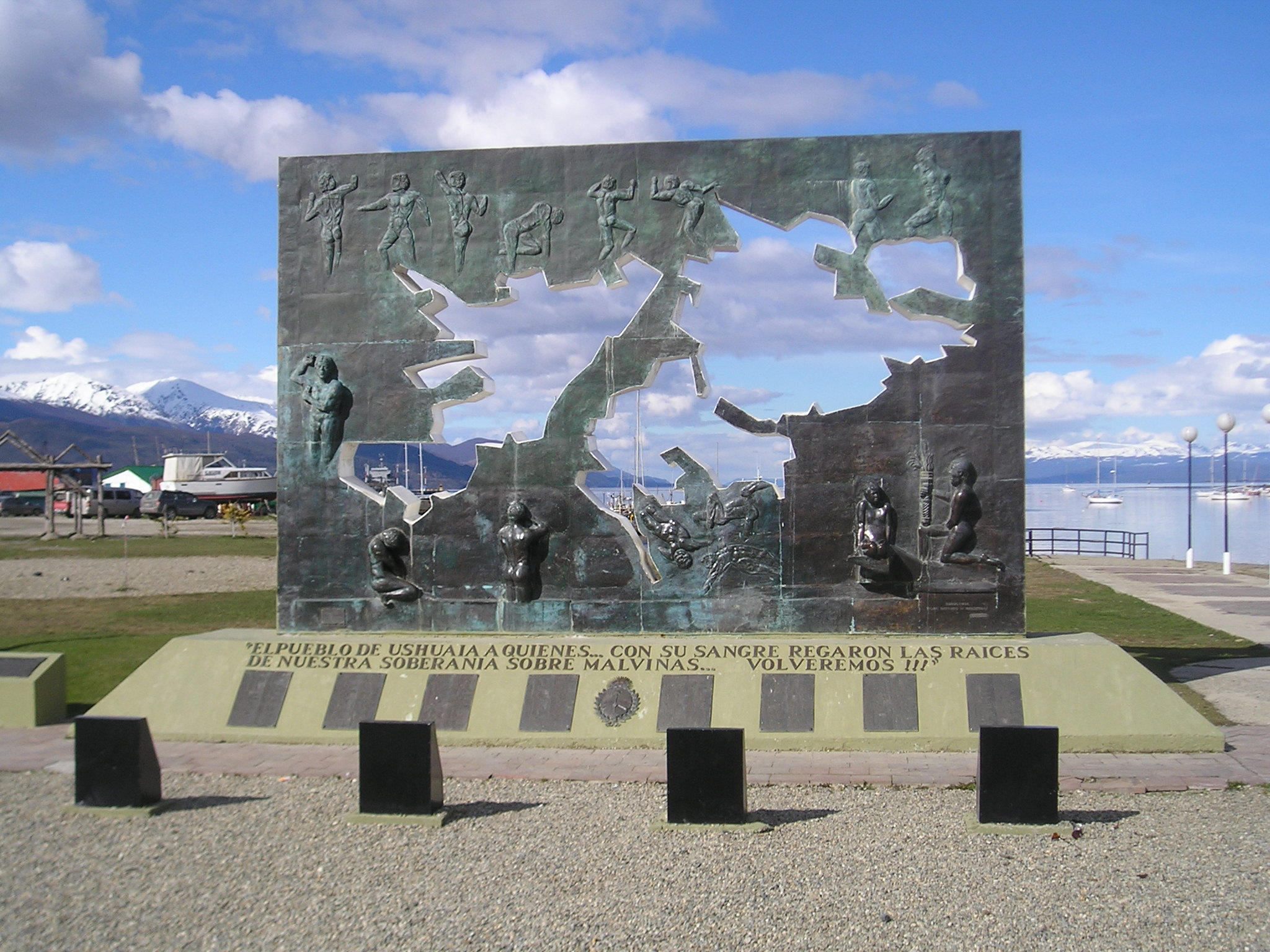
Denkmal zum Falkland/Malvinas-Krieg

Englische Missionare errichteten 1869 eine Missionsstation in Ushuaia. Am 1. September 1871 ließ sich der Missionar Thomas Bridges für 15 Jahre hier mit seiner Familie nieder. Er sammelte eine kleine Gemeinschaft von Yámana um sich. 1884 eroberten argentinische Seestreitkräfte Ushuaia für Argentinien.
Für die Stadtentwicklung war der 1902 begonnene Bau des Presidio bedeutsam. Dieses von Gefangenen selbstgebaute und 1920 fertiggestellte Gefängnis ersetzte jenes auf der Isla de los Estados. Die Sträflinge, überwiegend Gewaltverbrecher, aber auch politische Gefangene, bauten die Schmalspurbahn Ferrocarril Austral Fueguino, mit der heute Touristen durch den Nationalpark Tierra del Fuego fahren.
Das Gefängnis wurde 1947 aufgelöst. In diesem Gebäude ist heute eine Kombination mehrerer Museen untergebracht. Zum einen befindet sich dort das Museo Presidio zur Geschichte des Gefängnisses; zum anderen gibt es ein Museum der Schifffahrt in der Region und eines der Geschichte der Antarktisexpeditionen, die vielfach von Ushuaia aus starteten.
Zu den berühmtesten Gefangenen des Presidio zählte der Schriftsteller Ricardo Rojas. Man nahm an, dass auch Carlos Gardel im Gefängnis von Ushuaia inhaftiert war, als er ein Jugendlicher war. Dass Carlos Gardel für zwei Monate in Ushuaia war, belegt ein Tagebuch; er war aber nicht im Presidio inhaftiert.
Am 30. Januar 1930 ging vor Ushuaia das unter deutscher Flagge fahrende Passagierschiff Monte Cervantes nach Kollision mit einem Felsen unter. Alle Passagiere wurden gerettet, der Kapitän kam ums Leben.

## Bevölkerung
Bei der Volkszählung 2001 hatte Ushuaia 46.000 Einwohner. Die Einwohnerzahl wuchs besonders wegen der Steuervorteile ihrer Bewohner vorübergehend stark an und lag laut der Stadtverwaltung Ushuaias 2005 bei etwa 64.000 Einwohnern. Nach den Ergebnissen der jüngsten Volkszählung von 2022 hatte die Stadt 82.615 Einwohner.
| Jahr      | 2003   | 2004   | 2005   | 2010   | 2022   |
| --------- | ------ | ------ | ------ | ------ | ------ |
| Einwohner | 57.927 | 60.927 | 64.107 | 56.825 | 82.615 |

## Bildung
In der Provinz Feuerland liegt die Sekundarschülerquote bei 95 %. Mit der 2009 eröffneten staatlichen Universidad Nacional de Tierra del Fuego verfügt die Stadt über die südlichste Hochschule der Welt.

## Wirtschaft

### Tourismus

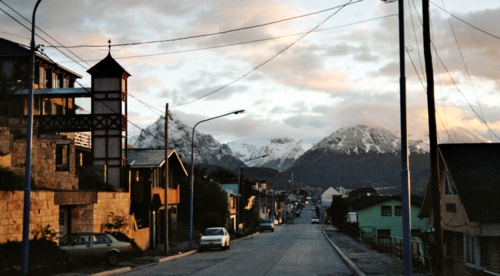
Stadtansicht von Ushuaia

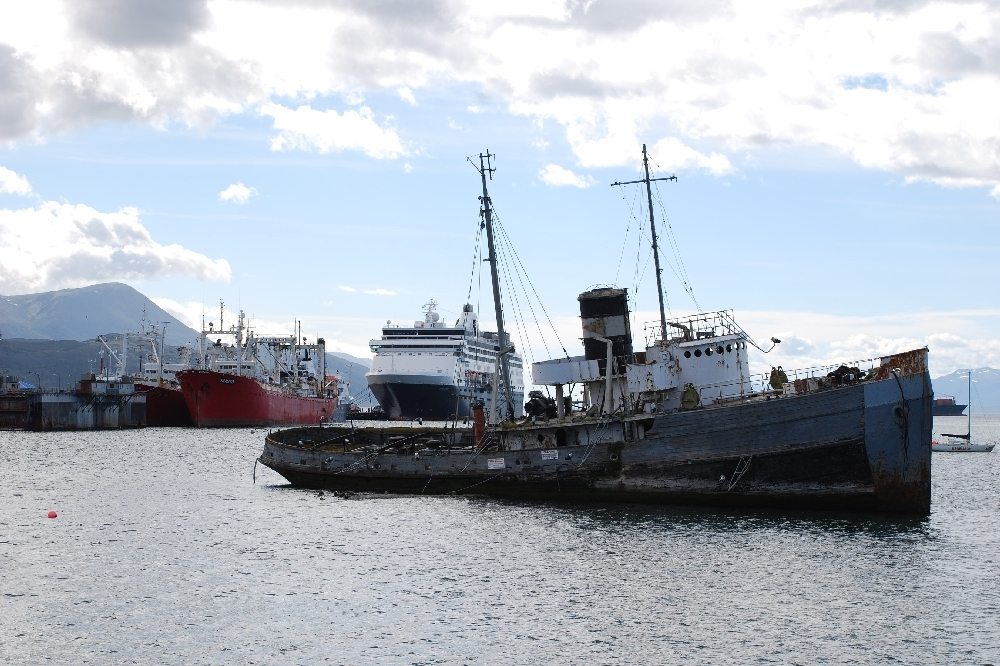
Hafen von Ushuaia

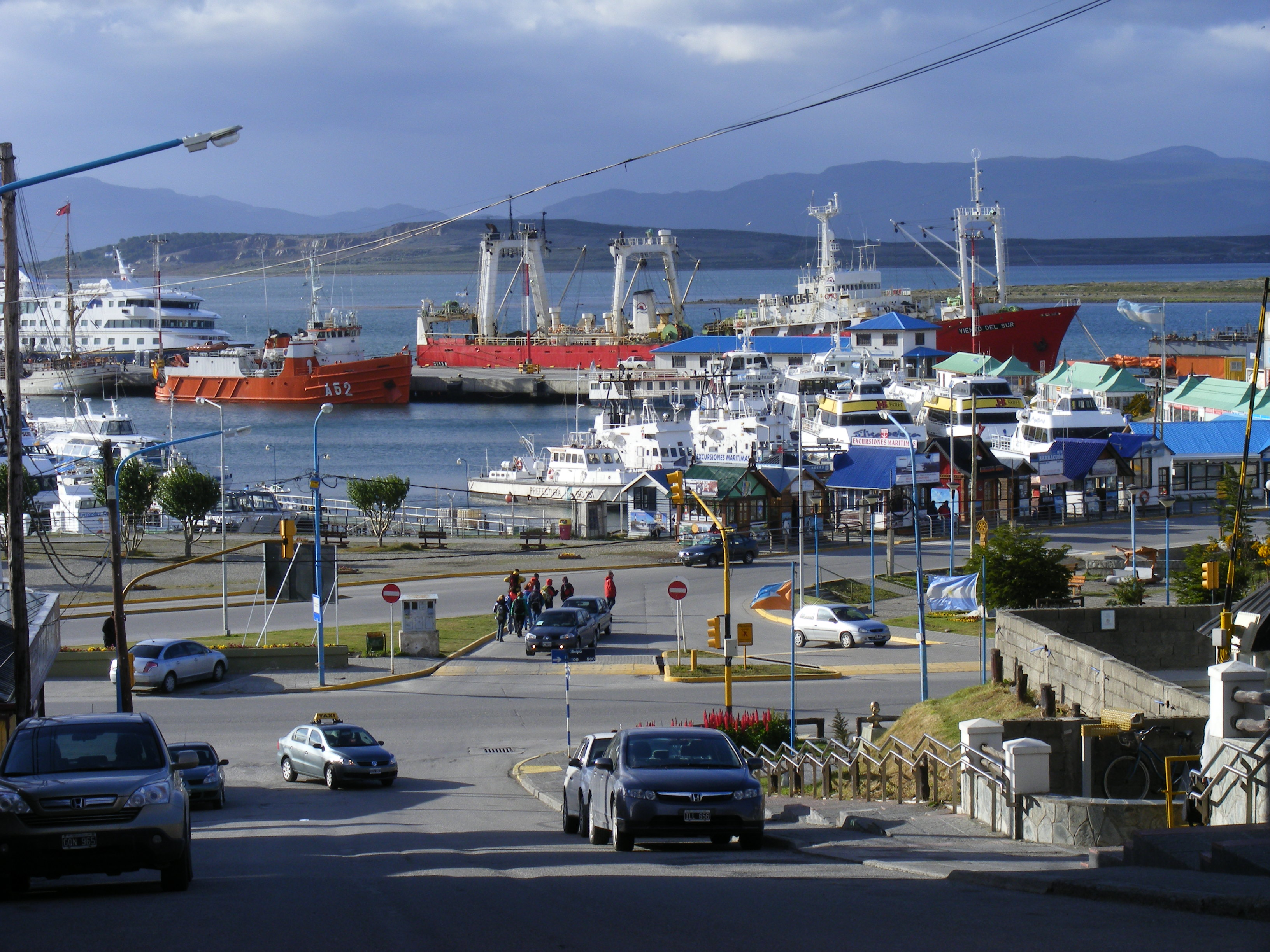
Hafen von Ushuaia

Wandmalerei in Ushuaia

Motivtafel am Hafen von Ushuaia

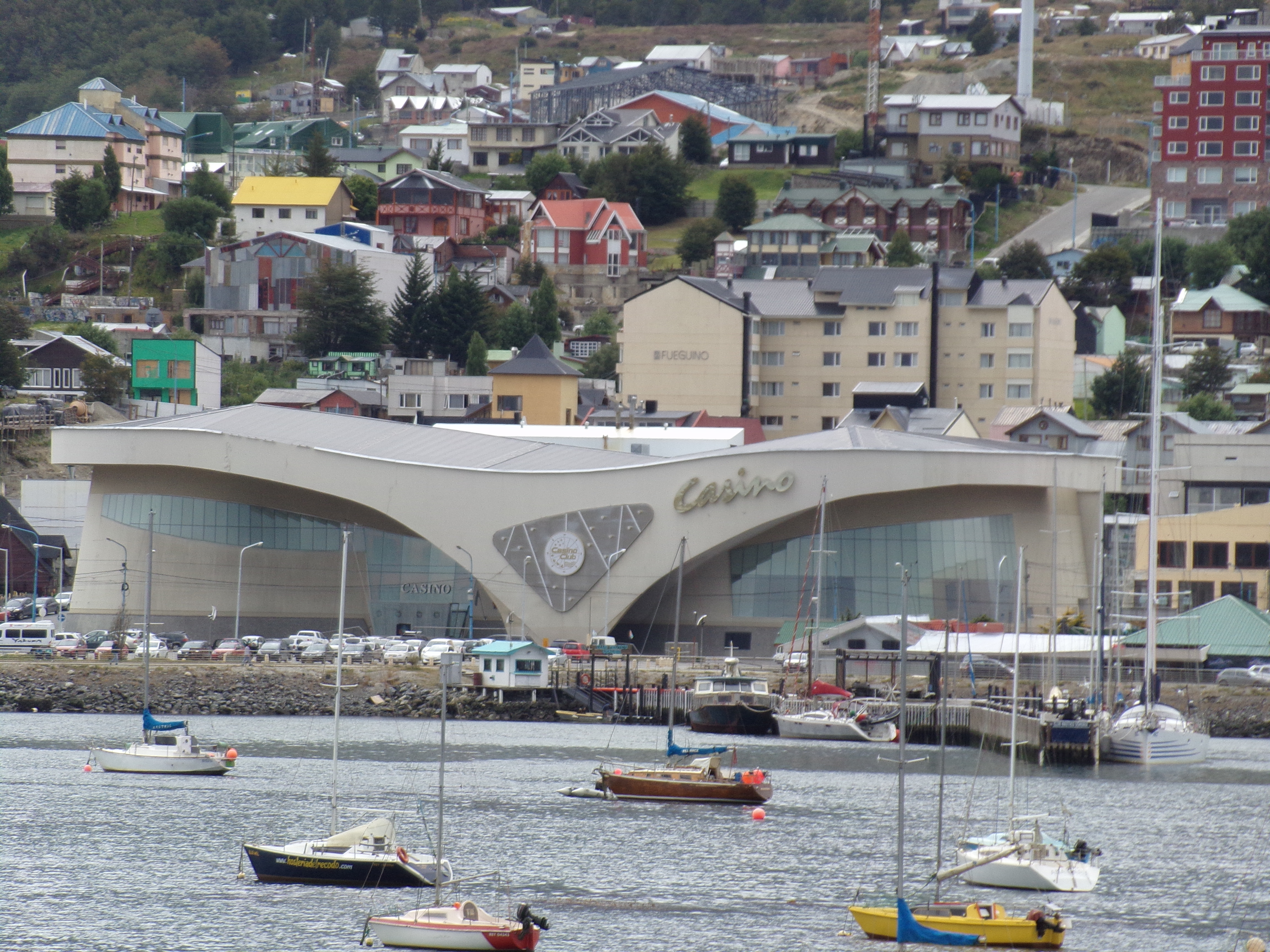
Im ehemaligen Casino wurde ein Kultur- und Technologiezentrum untergebracht.

Die Nähe zum Feuerland-Nationalpark und die einzigartige Natur der Umgebung verhalfen Ushuaia zu einem erheblichen Touristenaufkommen. Auch als Ausgangspunkt für Antarktisexpeditionen und Zwischenhalt für Kreuzfahrtschiffe ist Ushuaia beliebt. Da fast alle Waren über weite Strecken in die Stadt gebracht werden müssen, gilt Ushuaia auch als eine der teuersten Städte Argentiniens und ganz Südamerikas.
Ein Touristenziel ist das Museo del Fin del Mundo („Museum vom Ende der Welt“), das 1979 im ehemaligen Sitz der Argentinischen Zentralbank (Banco Central de la República Argentina) eingerichtet wurde. Es legt Wert auf die Bewahrung der naturräumlichen und historischen Besonderheiten Feuerlands.
Vom Gletscher Glaciar Martial in der Nähe Ushuaias aus hat man einen weiten Blick über die Stadt, auf die chilenischen Berge gegenüber dem Beagle-Kanal sowie zum Faro del Fin del Mundo (Leuchtturm).
Auch das 1999 eröffnete südlichste Skigebiet der Welt am Cerro Castor 26 Kilometer von Ushuaia entfernt zieht Touristen vor allem aus Argentinien und Brasilien an. Das Skigebiet war auch Austragungsort von größeren Events wie etwa dem FIS Freestyle World Cup 2012 oder dem Interski-Kongress 2015.
Ushuaia zeigt in seiner alten historischen Architektur eine Verbindung zu seiner Geschichte. Viele europäische Expeditionen sind zur Erforschung des Klimas, der Geographie, der Tier- und Pflanzenwelt und der Indianerstämme in diese Gegend gekommen. Die moderne Stadtentwicklung hingegen lässt jegliche Planung und Ordnung vermissen und resultiert in einem unkontrollierten Wildwuchs an städtischer Architektur. Das ehemalige Spielcasino in der Form eines Wals wurde 2022 in ein Kultur- und Technologiezentrum umgewandelt.

### Verkehr

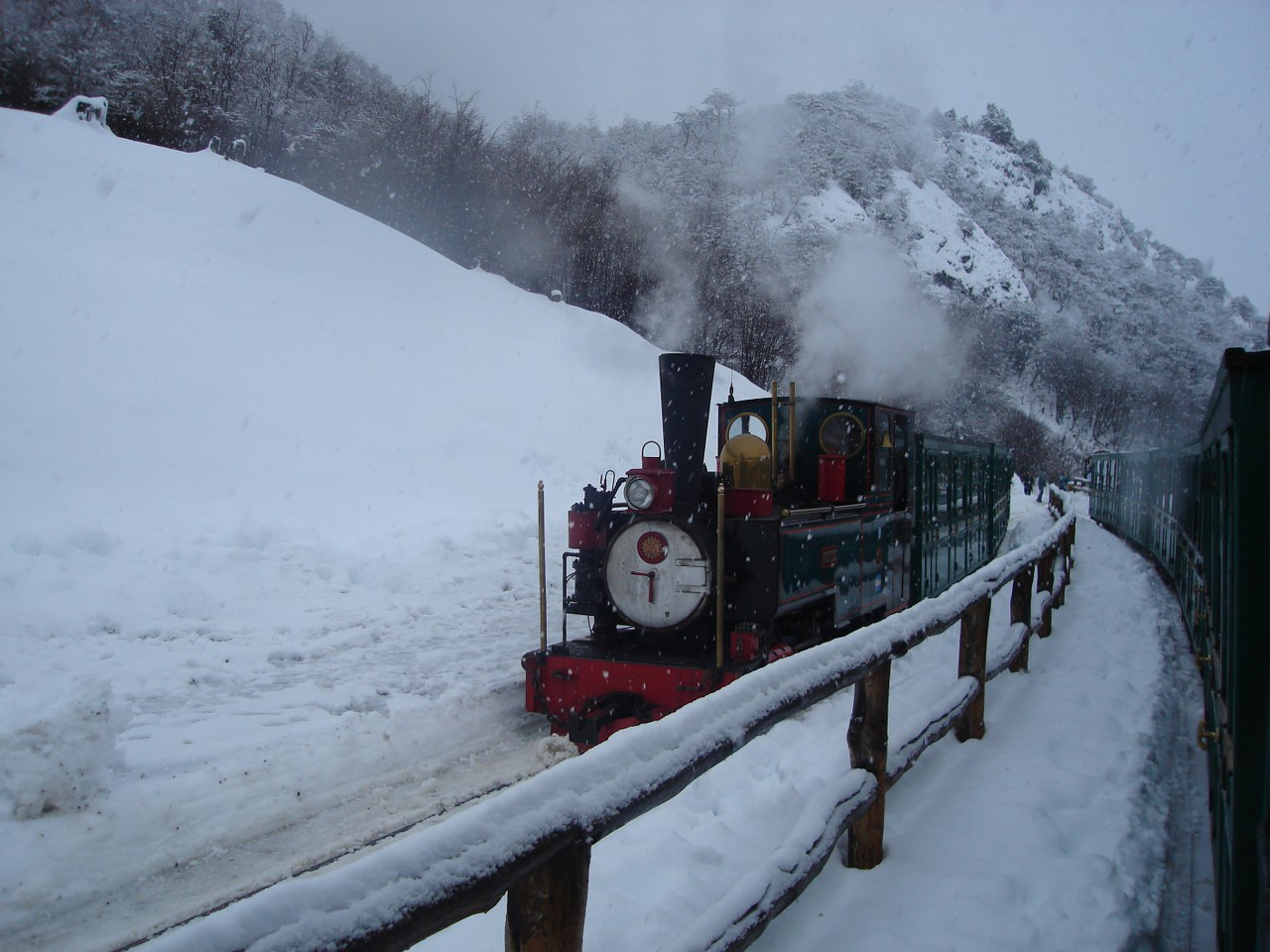
Die Ferrocarril Austral Fueguino

Ushuaia besitzt einen internationalen Flughafen, den Aeropuerto Internacional de Ushuaia Malvinas Argentinas (IATA-Code: USH, ICAO-Code: SAWH), von dem aus vor allem Flüge nach Buenos Aires, aber auch zu anderen Zielen in Argentinien angeboten werden.
Ushuaia ist auch ein wichtiger Hafen für Kreuzfahrtschiffe, die teils von hier aus ihren Weg in die Antarktis starten oder vor der Weiterfahrt in den Süden anlegen.
Die Straße Ruta Nacional 3 (Teil der Panamericana), welche von Rio Grande über den Paso Garibaldi nach Ushuaia führt, endet hier.
In Ushuaia befindet sich die Verwaltung der Eisenbahnlinie Ferrocarril Austral Fueguino, die acht Kilometer westlich der Stadt endet.

## Städtepartnerschaften
Ushuaia unterhält Städtepartnerschaften mit:
- Santos, Brasilien, seit dem 22. September 1994
- Punta Arenas, Chile, seit dem 21. Juni 1995
- Eilat, Israel, seit 1995
- Utqiaġvik, Alaska, USA
- Hammerfest, Norwegen
- San Miguel de Allende, Mexiko
- Nuuk, Grönland
- Latium, Italien

## Persönlichkeiten
- Stephen Lucas Bridges (1874–1949), Schriftsteller, Ethnograph und Farmer
- Gáston Begue (* 1972), Skirennläufer
- Sebastián Beltrame (* 1983), Biathlet
- Nicole Begue (* 2006), Skirennläuferin